# Дорбози
Дорбози (пол. Dorbozy) — село в Польщі, у гміні Обша Білґорайського повіту Люблінського воєводства.
Населення — 188 осіб (2011).
У 1975-1998 роках село належало до Замойського воєводства.

## Демографія
Демографічна структура станом на 31 березня 2011 року:
|          | Загалом | Допрацездатний вік | Працездатний вік | Постпрацездатний вік |
| -------- | ------- | ------------------ | ---------------- | -------------------- |
| Чоловіки | 102     | 28                 | 60               | 14                   |
| Жінки    | 86      | 14                 | 51               | 21                   |
| Разом    | 188     | 42                 | 111              | 35                   |